# Lang Hancock
Pour les articles homonymes, voir Hancock.
Langley Frederick George « Lang » Hancock, né le 10 juin 1909 à Perth et mort le 27 mars 1992 dans la même ville, est un magnat australien de l'industrie minière.

## Biographie
Langley Frederick George Hancock naît le 10 juin 1909 à Perth.
Le 16 octobre 1935, à l'église St Mary's Church of England de West Perth, il épouse Susette Maley ; elle n'apprécie pas la vie dans le bush et ils divorcent à l'amiable en 1944.
Après avoir découvert du minerai de fer à Rhodes Ridge et dans d'autres endroits, il est à l'origine de la croissance des industries extractives australiennes. Il a des opinions de droite controversées sur la politique et les affaires aborigènes[Lesquelles ?] et, en 1974, il forme un mouvement sécessionniste en Australie occidentale.
Il meurt le 27 mars 1992 à Perth.